# Art gothique

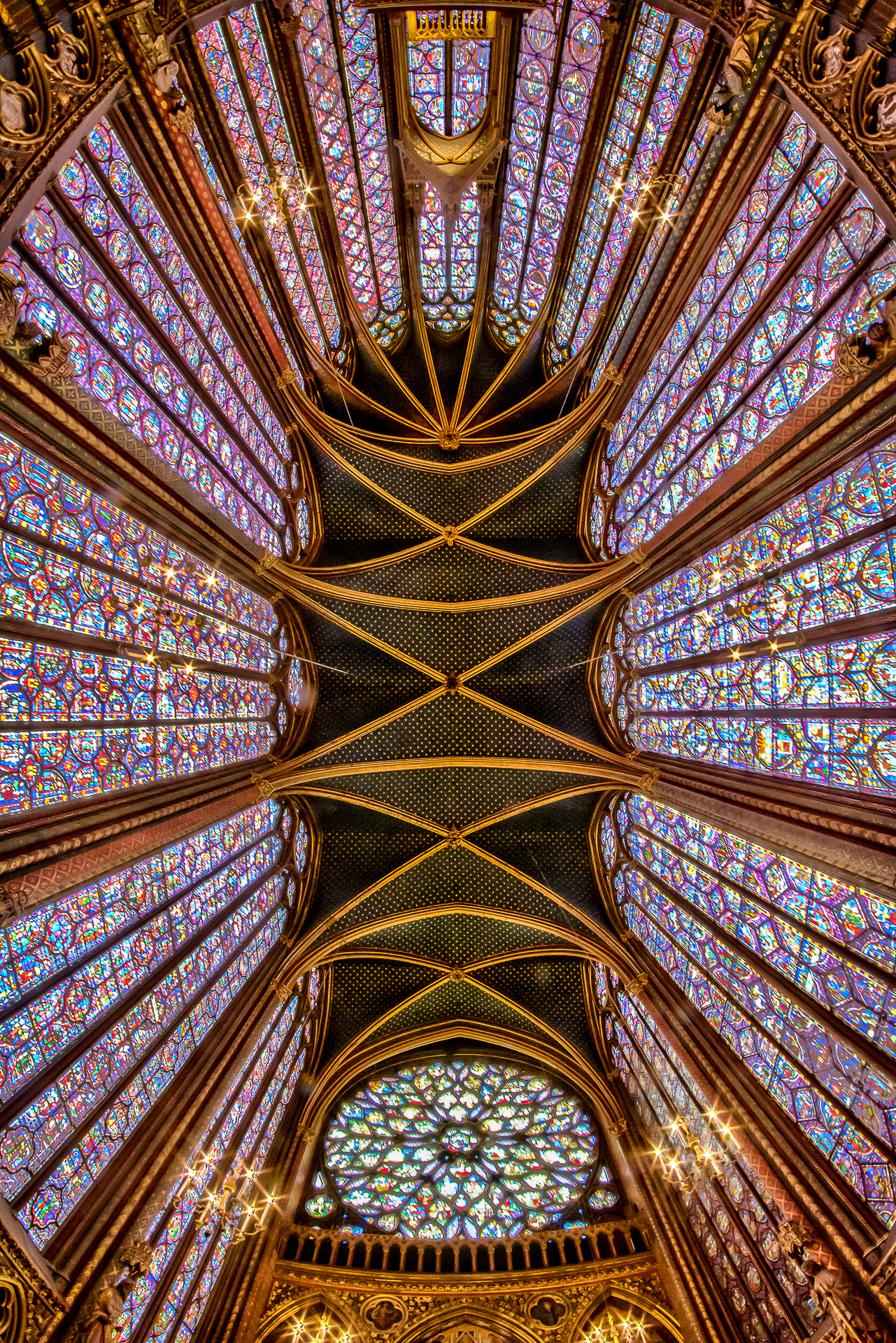
Les voûtes de la Sainte-Chapelle (1242-1248) à Paris, chef-d’œuvre de l’art gothique.

L’art gothique, autrefois appelé art français (francigenum opus) ou art ogival, est une période de l'art européen qui s'étend du milieu du XIIe siècle au début du XVIe siècle. Il est précédé par l'art roman, dont il est à ses débuts un prolongement, et suivi par l'art de la Renaissance. Apparu en Île-de-France, il se diffuse rapidement au reste de l'Europe occidentale.
L'art gothique se déploie d'abord dans l'architecture. Celle-ci est caractérisée par l'emploi simultané de l'arc brisé, de l'ogive et de l'arc boutant. Il en résulte un élargissement et une nouvelle articulation de l'espace, une luminosité accrue et un jeu sur les supports et la plastique des murs, avec une forte dimension symbolique. Toutefois, l'art gothique se retrouve aussi dans la sculpture, la peinture et le vitrail. L'art gothique est intimement lié au contexte intellectuel et théologique de l'époque, et notamment au développement de la pensée scholastique.
Il est initialement dénommé francigenum opus (littéralement « œuvre des Francs » ou art français au sens d'« Île-de-France »), le terme gothique n'apparaissant qu'au XVe siècle avec une connotation péjorative qui disparaît par la suite.

## Terminologie
L'expression « art gothique » apparaît sous la plume d'écrivains italiens au XVe siècle sous la forme gotico « (art) des Goths », c'est-à-dire « des barbares », le -h- ayant été rajouté en français en référence au mot Goth. Il définit l'ensemble de l'art européen produit pendant la période située entre l'Antiquité et la Renaissance, à savoir le Moyen Âge, avec une forte connotation péjorative,. Elle perd par la suite ce sens négatif et est restreinte à la seconde partie du Moyen Âge au cours des XVIIIe et XIXe siècles,. À noter cette particularité de la langue française : la langue des Goths, le gotique, langue germanique orientale, s'écrit sans -h-.

## Architecture

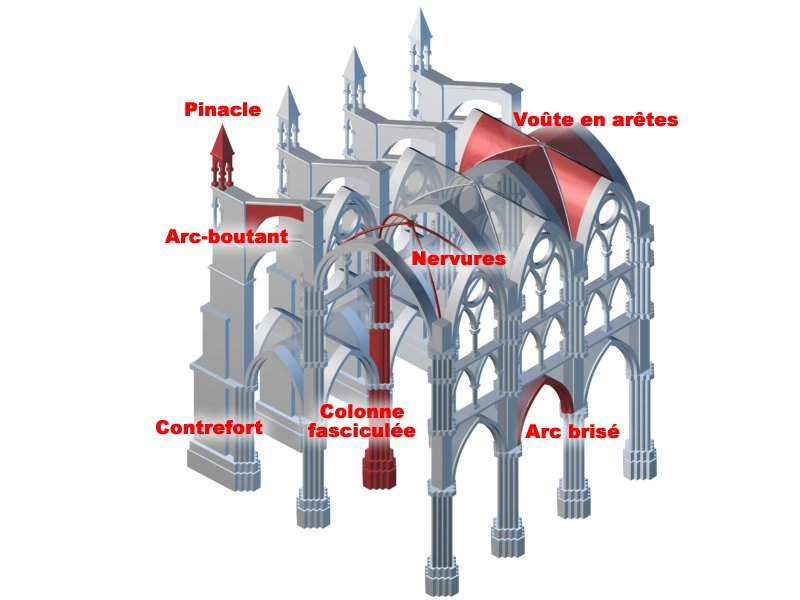
Infographie avec quelques termes de l'architecture gothique.

L'architecture gothique est d'abord une architecture à vocation religieuse, même si elle s'étend par la suite au domaine profane. L'édifice emblématique en est la cathédrale, bien que les cisterciens et les ordres mendiants aient aussi joué un rôle dans sa diffusion.

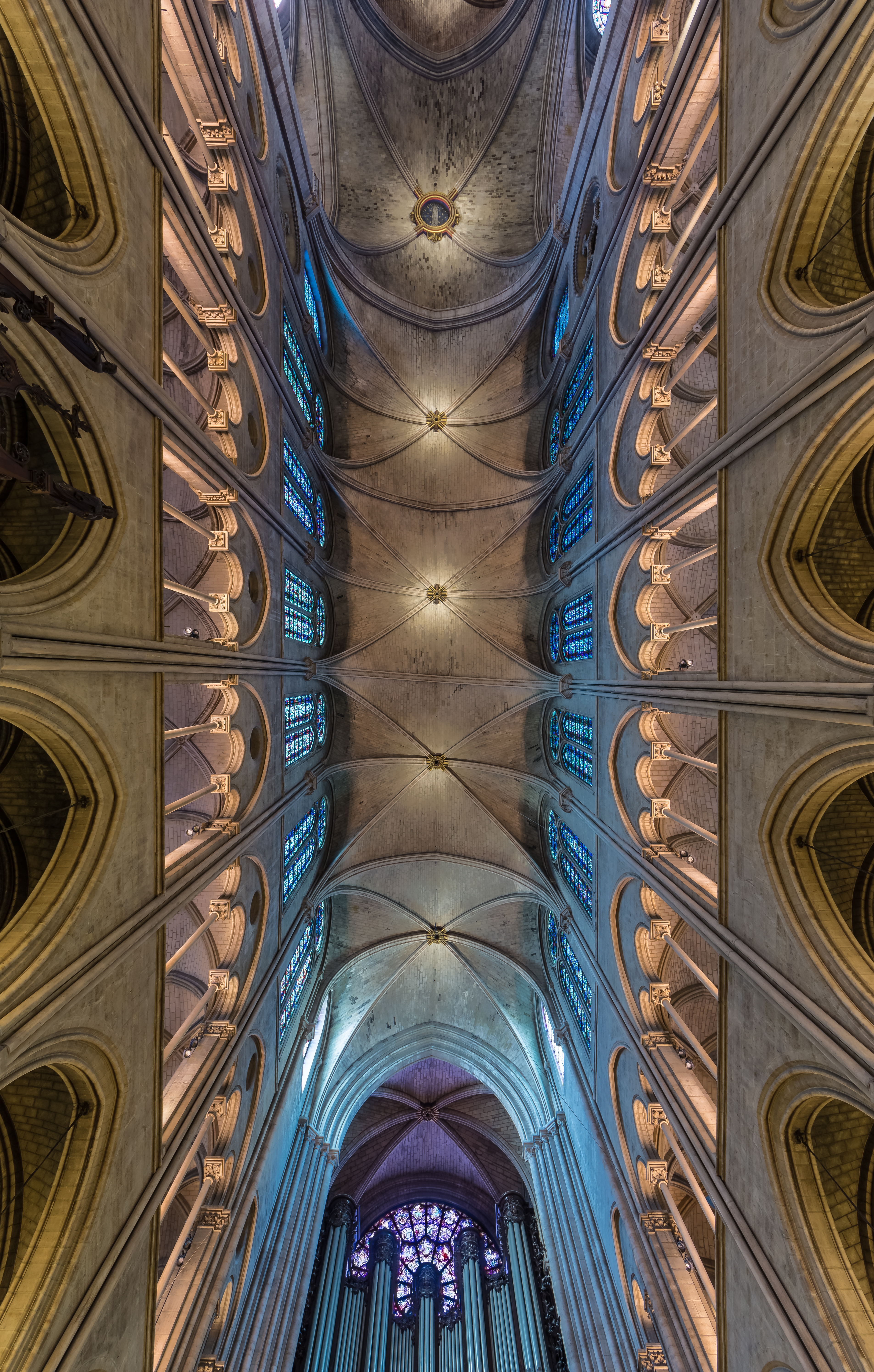
Notre-Dame de Paris, voûtes de la nef.

L'architecture gothique repose sur l'utilisation de la voûte sur croisée d'ogives, c'est-à-dire une voûte formée de deux arcs qui se croisent en diagonales, associée à l'arc brisé. Cette technique permet d'alléger la structure porteuse et donc de gagner en élévation ainsi que d'ouvrir plus largement les murs porteurs avec des vitraux colorés. Les supports sont également amincis ce qui souligne les lignes verticales et unifie l'espace.
Pour soutenir le poids des voûtes sur croisée d'ogive, les bâtisseurs gothiques ont recours à la technique des arcs-boutants. Un arc-boutant est l'élément d'appui en forme de demi-arc situé à l'extérieur de l'édifice ; il repose sur un contrefort et soutient le mur là où s'exercent les plus fortes poussées des voûtes. Il est surmonté par un pinacle, élément à la fois ornemental et structurel inventé par l'art gothique.
La cathédrale gothique doit être l'image du temple de Salomon et de la Jérusalem céleste. La lumière qui émane des vitraux est un symbole de la révélation divine. La hiérarchisation et la structuration des éléments architecturaux font référence à l'ordre de la création mais aussi au mode de pensée encyclopédique qui se développe avec la scholastique. Le programme iconographique développe une interprétation cohérente de la Bible, des écrits des pères de l'Église et des vies de Saints.

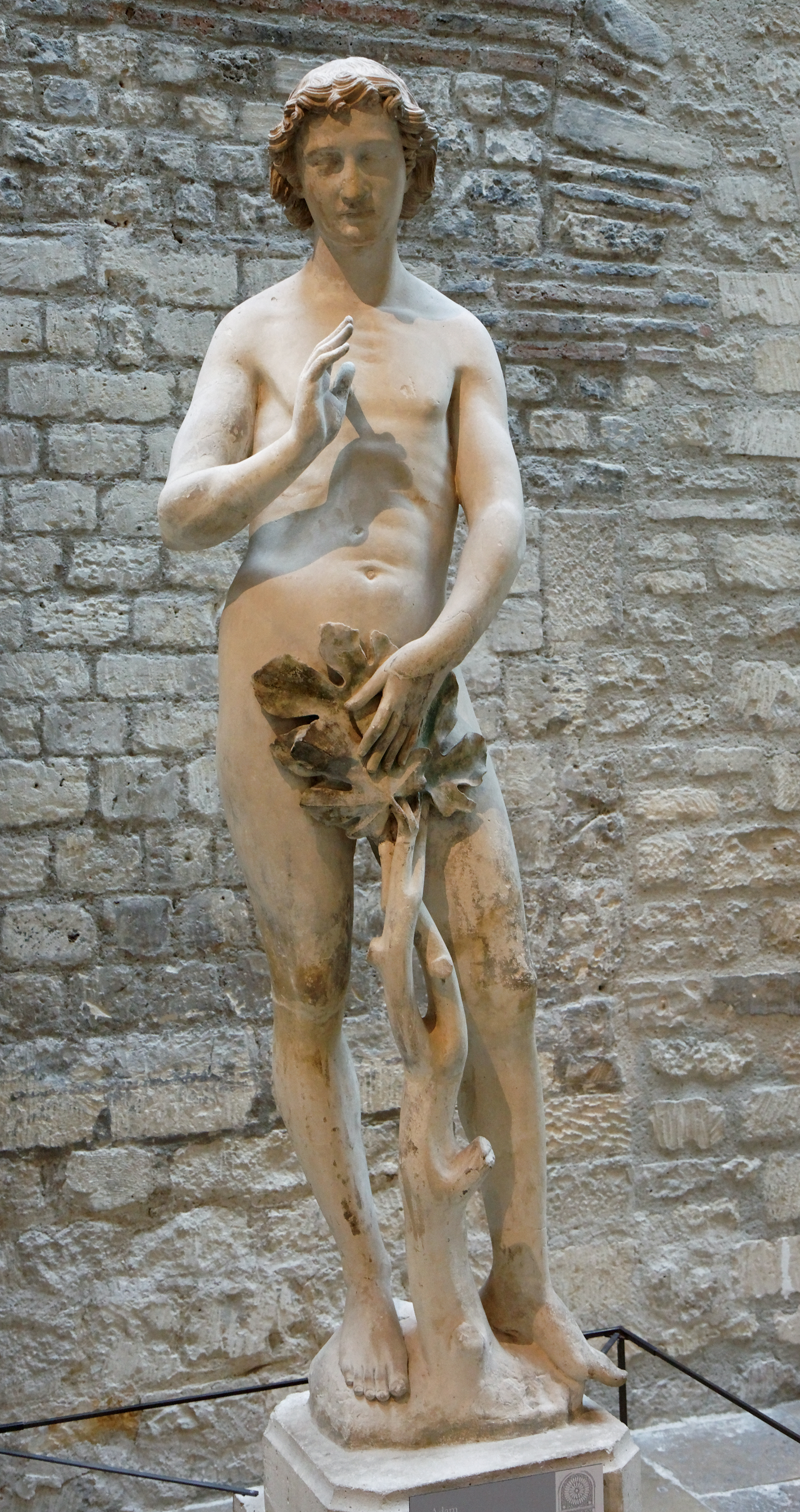
Nu grandeur nature d'Adam, vers 1260.

Les premiers développements de l'architecture gothique se discernent à partir des années 1140 dans les reconstructions de la façade et du chevet de l'abbatiale de Saint-Denis par Suger ainsi que de la cathédrale de Sens. On distingue le gothique primitif (1140-1190), le gothique classique (1190-1240), le gothique rayonnant (1240-1350) et le gothique flamboyant (1350-1520).

## Sculpture
La sculpture gothique se caractérise par une plus grande attention à la réalité que l'art roman, du fait de l'influence de la philosophie aristotélicienne. Ainsi, les détails des drapés et des expressions sont plus travaillés. La sculpture s'émancipe du cadre architectural, passant du relief au ronde-bosse, et gagne en dimension. La sculpture gothique peut s'intégrer dans des programmes de grand ensemble (les portails des cathédrales) mais peut aussi être un objet autonome, avec le développement d'une statuaire de dévotion, qui accompagne un rapport au divin plus personnel (devotio moderna).

## Peinture
Dans les édifices religieux, le programme vitré se substitue au mur peint. Dans le domaine de la peinture de manuscrits, une nouvelle production apparaît à destination des clientèles intellectuelles de l'université et aristocratique de la cour. Celle-ci s'émancipe des conventions de l'art roman et tend vers une représentation plus réaliste de ses objets, tout en faisant une plus grande place aux sujets profanes. Cette évolution se perçoit également dans le retour du portrait d'influence italienne, tel celui du roi de France Jean le Bon.

## Ivoirerie et orfèvrerie

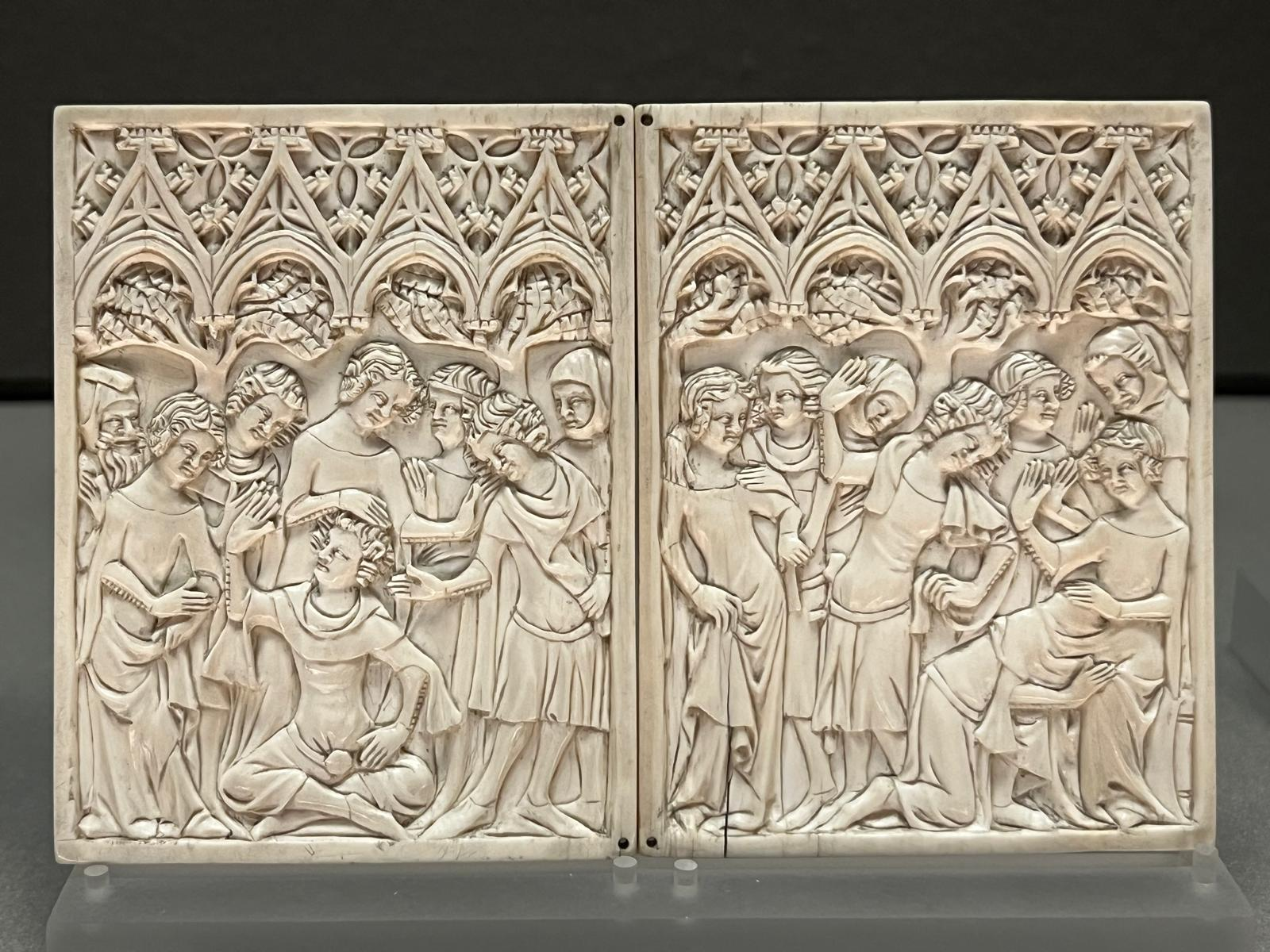
Diptyque d'une tablette à écrire des années 1340-1350 représentant deux jeux de plein air, "hautes coquilles" et "la grenouille" au Musée du Louvre.

À partir du XIVe siècle, les émaux dits « cloisonnés » retrouvent une certaine popularité dans les milieux aristocratiques de Paris, Venise, Florence, Avignon ou Prague : déposés sur or, on les appelle alors « émaux de plique » et le plus grand représentant de cette technique est Guillaume Julien, orfèvre de Philippe le Bel. Cet émail est concurrencé par l'émail « translucide sur basse-taille » qui naît à Sienne à la fin du XIIIe siècle. Particulièrement complexe à mettre en oeuvre, elle consiste à déposer l'émail sous forme de poudre de verre sur une plaque de métal précieux gravée en bas-relief sans séparer ses différents motifs ou couleurs par les sinuosités proéminentes de la plaque (émail champlevé dans des alvéoles) ou par des cloisons (émail cloisonné). L'émail peint de Limoges, lui, réapparaît surtout à la fin du XVe siècle et reste en faveur pendant tout le siècle suivant.
L'ivoirerie se caractérise par des petites productions précieuses, ais de tablettes de cire, valves de miroirs, châsses-reliquaires, boîtes à onguents, polyptiques portatifs d'autel, couvertures de bréviaires ou tabernacles, et certains étaient peints pour mettre en relief la blancheur laiteuse du support.

## Galerie

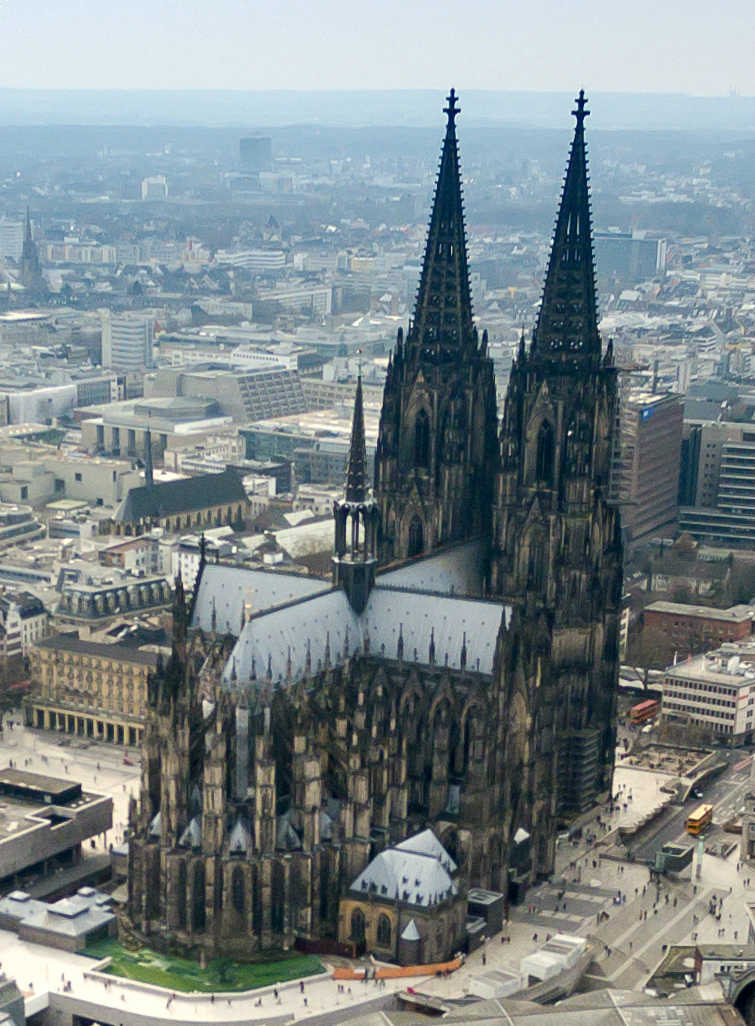
Cathédrale de Cologne.
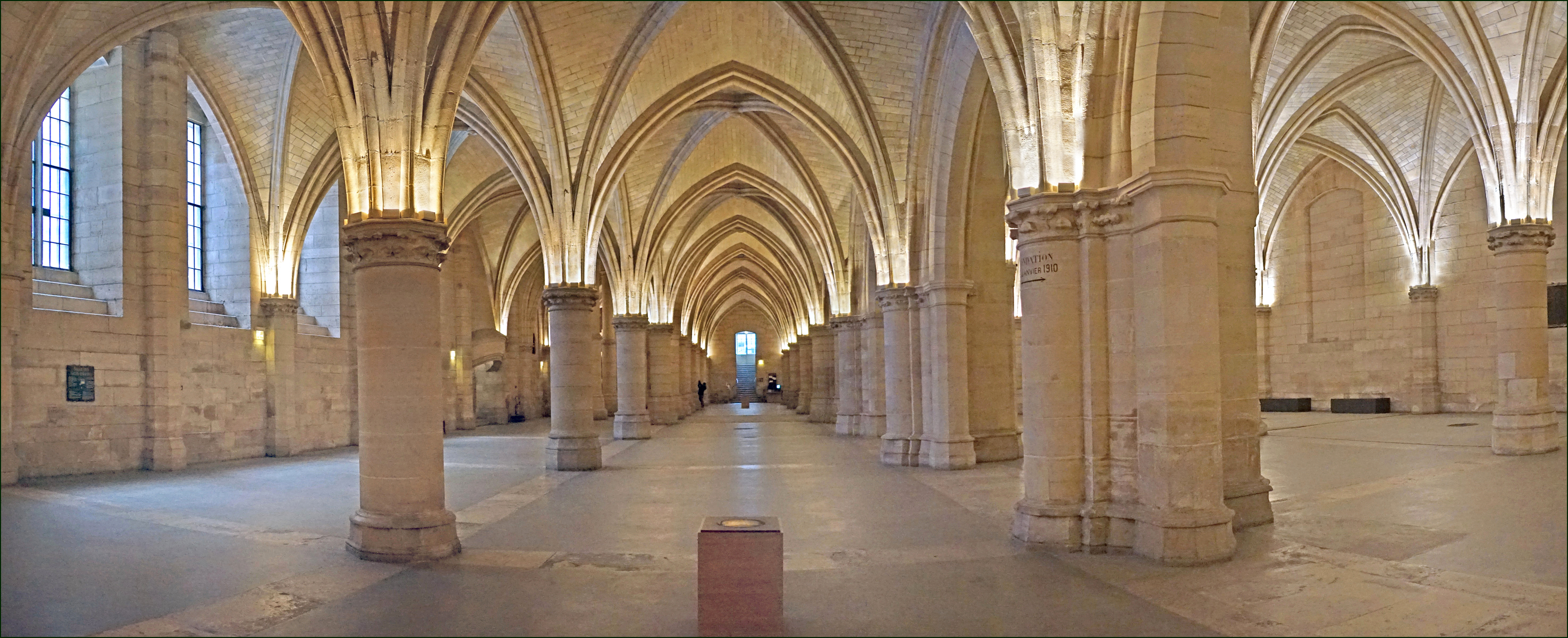
La salle des gens d'armes (Conciergerie du Palais de la Cité).
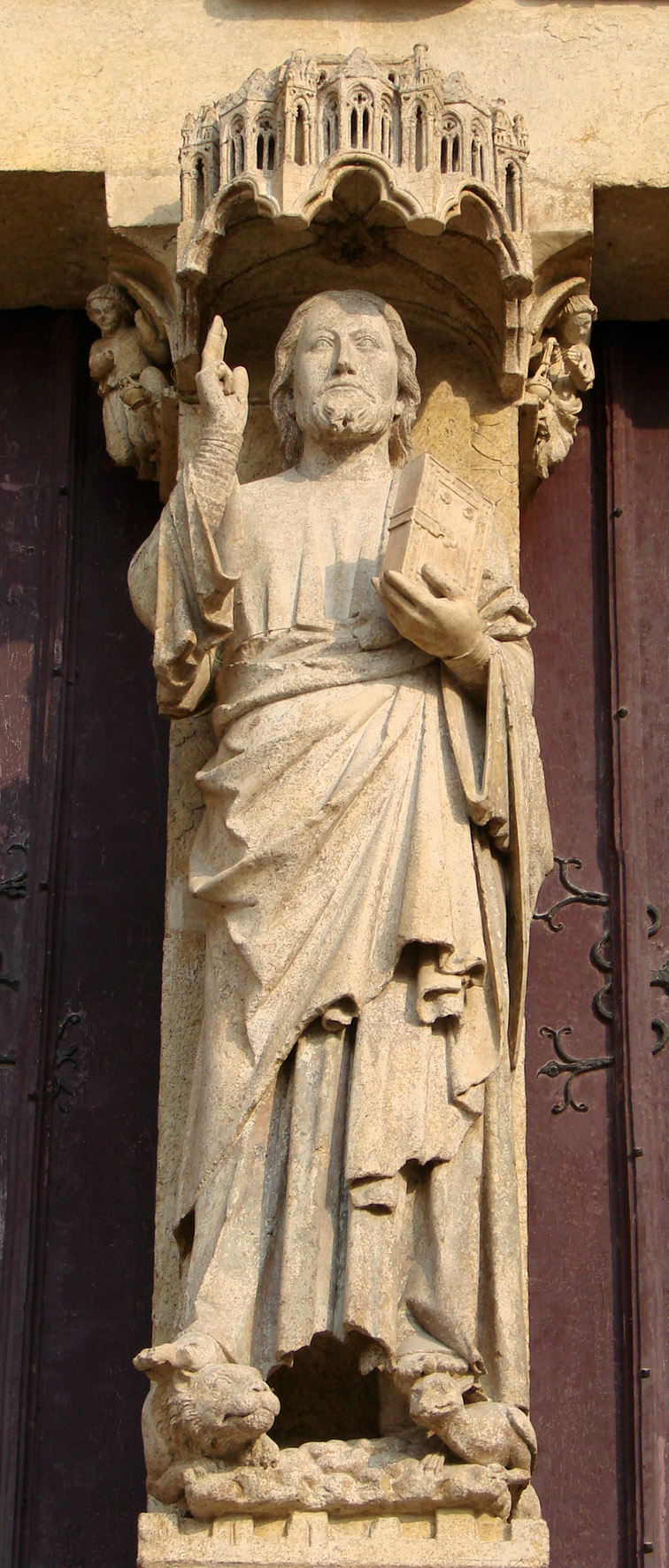
Statue du Beau Dieu d'Amiens, vers 1230 (Cathédrale Notre-Dame d'Amiens).
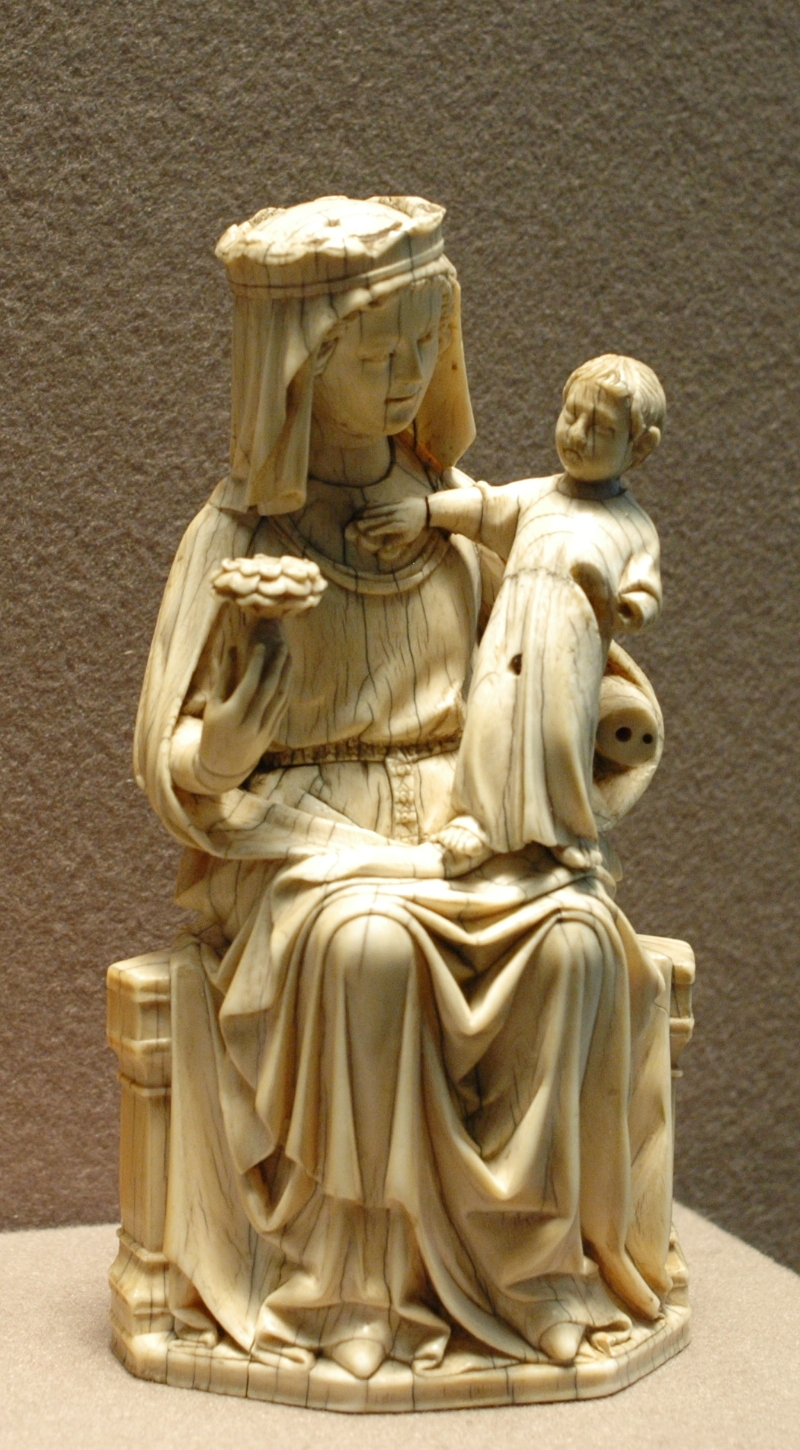
Vierge à l'Enfant assise, ivoire, vers 1250 (Musée du Louvre).
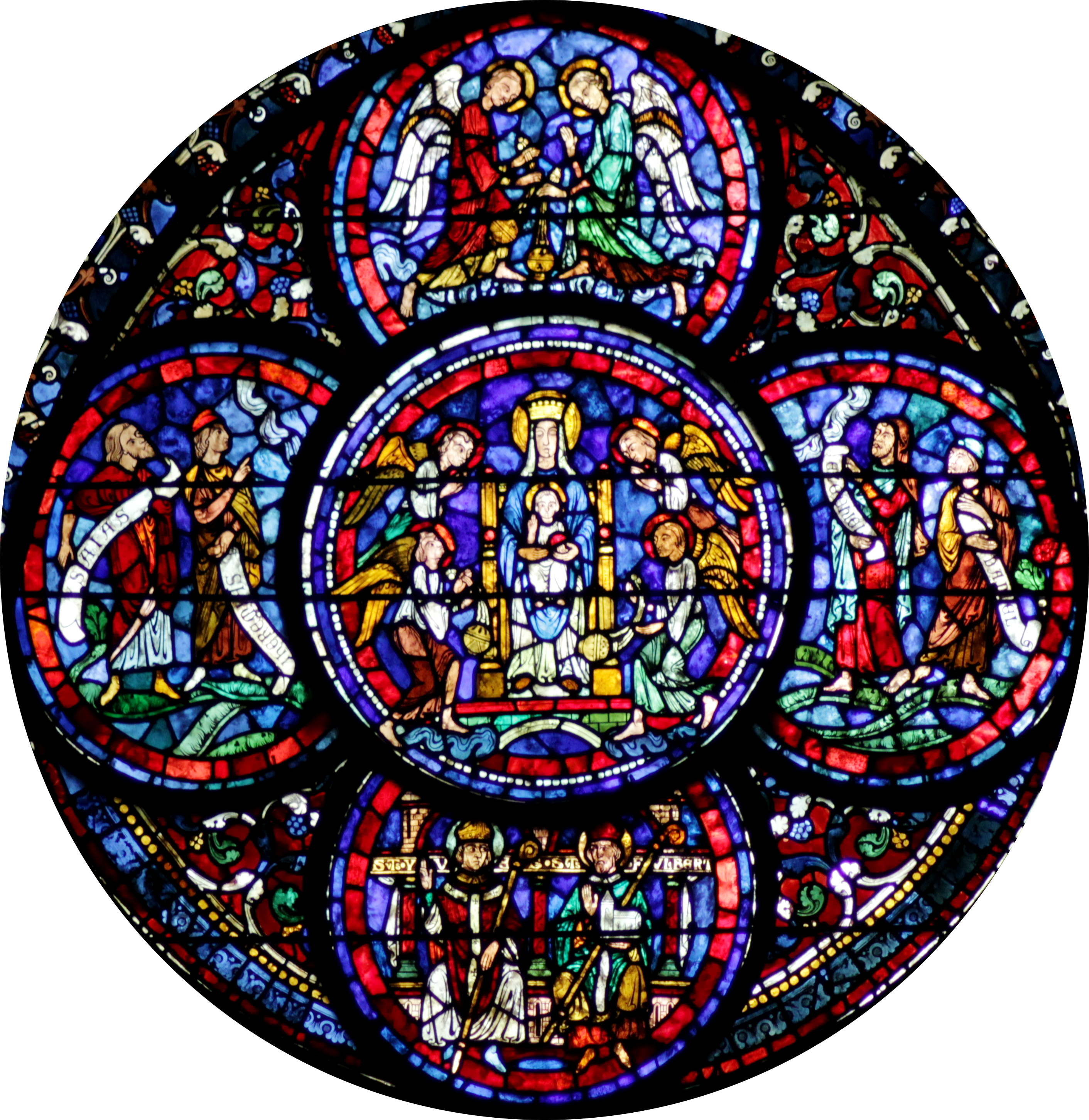
Baie des miracles de la Vierge (détail), XIIIe siècle (Cathédrale de Chartres).
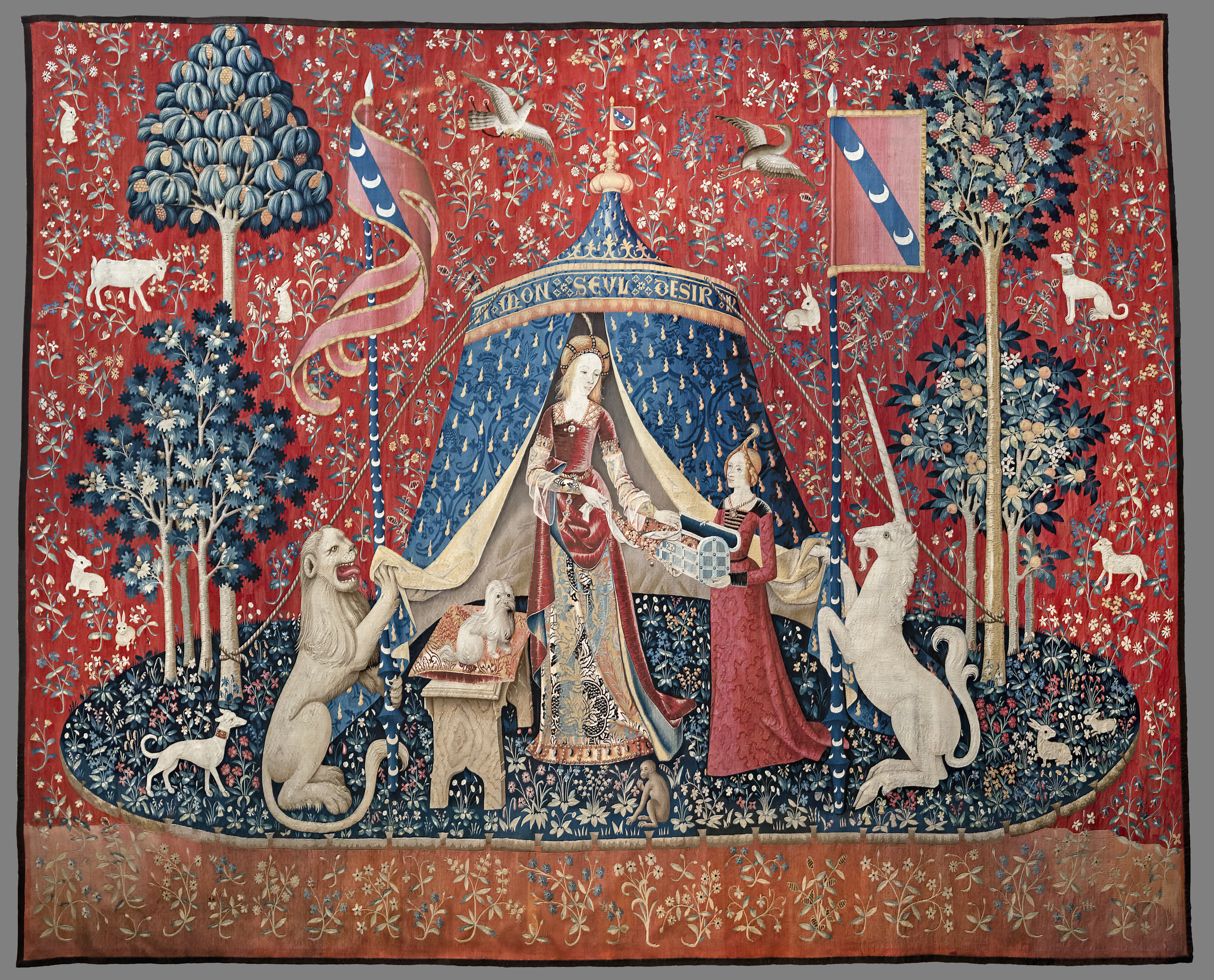
tapisserie de la Dame à la licorne, XVe siècle (Musée de Cluny).